# Нистер-Мёрендорф
Нистер-Мёрендорф (нем. Nister-Möhrendorf) — община в Германии, в земле Рейнланд-Пфальц. 
Входит в состав района Вестервальд. Подчиняется управлению Реннерод.  Население составляет 322 человека (на 31 декабря 2010 года). Занимает площадь 2,97 км².